# Parc Natural dels Ports
El Parc Natural dels Ports és un espai natural declarat l'any 2001 mitjançant el Decret 160/2001, de 12 de juny, que declarava al mateix temps la reserva natural parcial de les Fagedes dels Ports. Protegeix la part catalana del massís dels Ports, un sistema muntanyós on conflueixen Catalunya, Aragó i el País Valencià.
Amb la seva declaració culminava un llarg procés de participació i consens entre les parts implicades i s'atorgava als Ports el reconeixement merescut com un dels espais naturals més significatius de Catalunya per la seva vàlua geològica, biològica, paisatgística i cultural.
Forma part de la xarxa europea Natura 2000, per ser Zona d'Especial Protecció per a les Aus (ZEPA) i Lloc d'Importància Comunitària (LIC). La major part del Parc Natural dels Ports queda inclosa a la zona nucli de la Reserva de la Biosfera de les Terres de l'Ebre, coneguda per la marca EbreBiosfera.
Rafel Balada Llasat fou el primer director del Parc Natural dels Ports, des de la seva creació el 2001 fins al 2015.

## Situació
El Parc Natural dels Ports està situat al sud de Catalunya, a les Terres de l'Ebre, tocant amb el País Valencià i l'Aragó. La superfície protegida abasta 35.050 hectàrees, de les quals 867 són reserves naturals i 205 són Refugi de Fauna Salvatge. El territori del Parc s'estén pels municipis de:
- Arnes, Horta de Sant Joan, Prat de Comte, a la Terra Alta.
- Alfara de Carles, Paüls, Roquetes, Tortosa, al Baix Ebre.
- Mas de Barberans, la Sénia, al Montsià.

Totes les poblacions s'ubiquen a la part baixa, a la falda dels Ports, en l'àrea perifèrica del Parc. Els municipis més baixos són Tortosa (12 m) i Roquetes (14 m); els més elevats són Arnes (506 m) i Horta de Sant Joan (542 m).

## Geologia
Els Ports són un massís de relleu molt complex, a cavall de la serralada Prelitoral catalana i el Sistema Ibèric. Està format per materials calcaris del Mesozoic que determinen un relleu abrupte i trencat per diverses falles, amb importants encavalcaments. L'estructura central és de plegament de tipus juràssic, amb un eix de direcció nord-est i sud-oest. Hi predominen les roques carbonatades (calcàries i dolomies), que són molt fàcils d'erosionar i donen lloc al relleu càrstic que es manifesta amb una gran varietat de formes: barrancs, gúbies, coves, avencs, ullals, fonts, bufadors,....
El tret més distintiu del paisatge dels Ports és el seu relleu escarpat i abrupte d'autèntic massís, que s'alça imponent entre les planes agrícoles veïnes. A l'interior l'orografia és molt complexa. L'orientació de la carena principal defineix dos vessants: 
- El vessant oriental o marítim, molt escarpat i ric en cingleres i talussos, s'assimila a una grandiosa muralla que apareix del no-res.
- El vessant occidental o interior presenta unes formes una mica més suaus. Els principals rius del massís, el Matarranya, l'Ulldemó, l'Algars i els Estrets, hi han excavat espectaculars gorgs profunds.[4]

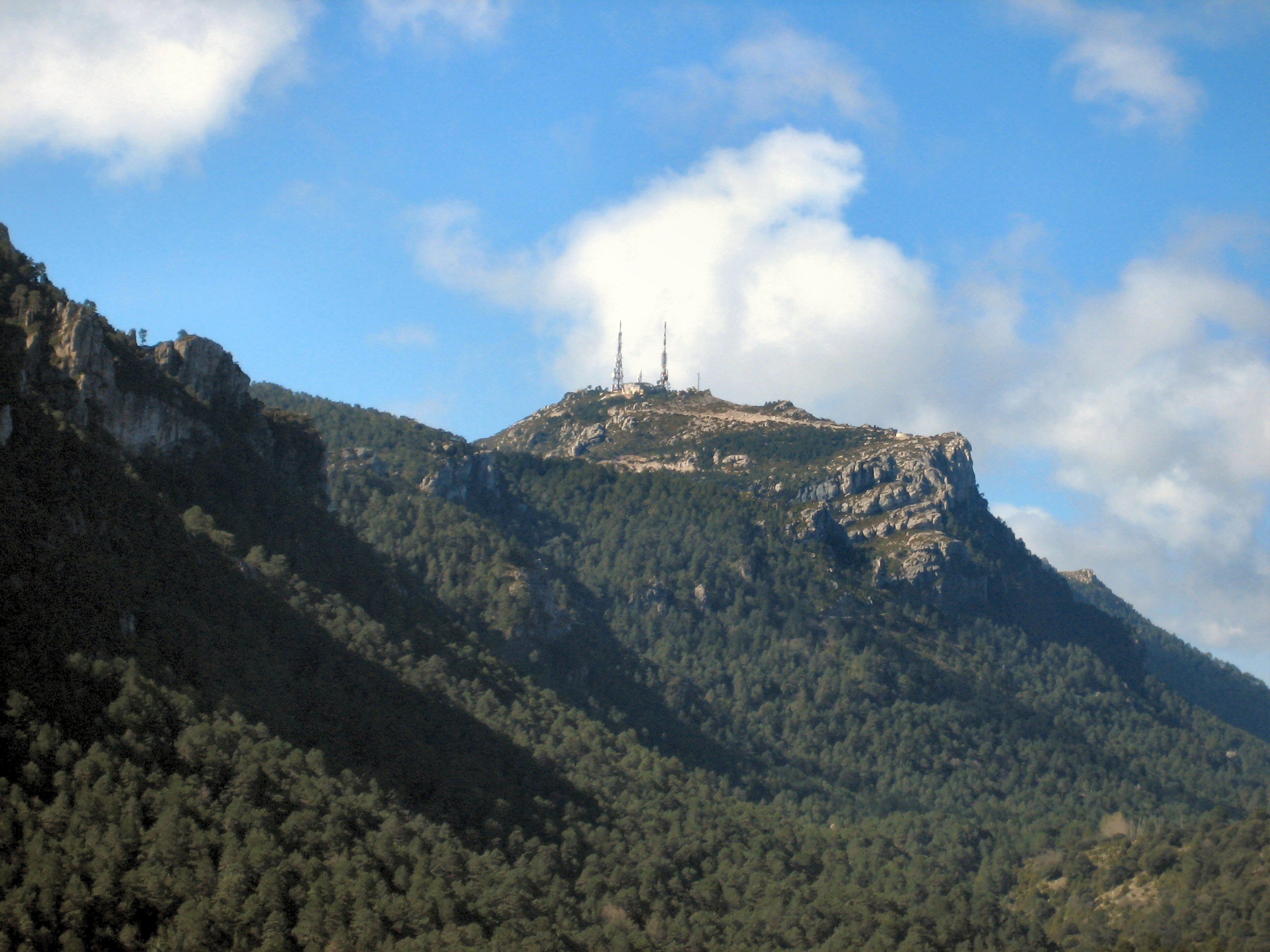
Mont Caro (1441), punt culminant del parc

 El massís presenta muntanyes destacables per la seva alçada i singularitat, amb un 28% de la seva superfície per damunt dels 1.000 m. El cim més alt de tot el massís és el Mont Caro, amb 1.441 m.
| Cim                        | Altitud |
| -------------------------- | ------- |
| Caro                       | 1.441 m |
| La Barcina                 | 1.354 m |
| Tossal del Rei             | 1.350 m |
| El Catinell (Les Mirandes) | 1.350 m |
| Tossal d'en Cervera        | 1.347 m |
| El Negrell                 | 1.345 m |
| El Morral del Turmell      | 1.305 m |
| La Joca                    | 1.222 m |
| L'Espina                   | 1.181 m |
| Tossal d'Engrilló          | 1.072 m |

Font: Base topogràfica 1:25.000 i Mapa topogràfic 1:50.000. Institut Cartogràfic de Catalunya. www.icc.cat

### Clima
El clima és molt variable i amb marcats contrastos. Ràpidament, es pot passar de la calma més absoluta, al “vent de dalt” huracanat (del NW). Quan bufa el vent de dalt, degut a l'efecte föhn o foehn, apareix un núvol sobre tot el llarg del massís que es coneix popularment com la cella.
Destaca la notable diferència entre ambdós vessants del massís. Al vessant sud-est, el clima presenta temperatures molt més suaus que a l'interior. Amb l'altitud, el clima es transforma en submediterrani, amb més precipitacions i temperatures més baixes.

## Flora[2]
El marcat gradient altitudinal, l'accidentat relleu i la presència de rius i barrancs, proporcionen al Parc Natural dels Ports un elevat nombre d'ambients diferents que permeten que s'hi desenvolupi una notable diversitat i riquesa florística. Hi conviuen espècies típicament mediterrànies amb d'altres de caràcter eurosiberià, i fins i tot algun representant propi de la vegetació boreoalpina. L'elevada diversitat de plantes i la riquesa d'endemismes fan del massís dels Ports un veritable paradís geobotànic, on hi ha més de 1.300 espècies.
A la part basal, a les solanes i al vessant oriental domina la màquia de garric i margalló (Querco-Lentiscetum). Al vessant occidental, de caràcter més fresc i continental, l'estatge basal està ocupat pel carrascar (Quercetum rotundifoliae). A la zona més elevada, la vegetació potencial és el carrascar muntanyenc (Quercetum mediterraneo-montanum).
L'estatge submediterrani, bàsicament, està format per pinedes de pinassa (Paeonio microcarpae-Pinetum salzmannii) i de pi roig amb boixerola (Arctostaphylo-Pinetum catalaunicae); i als indrets més alterats trobem boixedes (Violo-Quercetum faginae buxetosum) i altres formacions arbustives. En els llocs més humits dels estatges superiors, al sud del massís, hi ha fagedes (Primulo-Fagetum) i teixedes (Saniculo-Taxetum), que són comunitats relictes d'altres èpoques més humides i fredes.
Les carenes, sotmeses a forts vents durant bona part de l'any, presenten espècies característiques de l'alta muntanya mediterrània, amb comunitats pròpies de les muntanyes meridionals catalanes com la brolla d'eriçó i els antil·lis de muntanya (Erinaceo-Anthyllidetum montanae) i el gramenet d'anyol i la festuca (Conopodio-Festucetum gautieri).
Dins d'aquesta vegetació rupícola destaquen notables endemismes i espècies interessants com la viola d'aigua (Pinguicola dertosensis), que es localitza als degotalls calcaris, el salze de cingle (Salix tarraconensis), els gossets de roca (Antirrhinum pertegasii), la corona de rei (Saxifraga longifolia subsp. longifolia var. aitanica), el corniol dels Ports (Aquilegia paui), Armeria fontqueri, Erodium celtibericum, Arenaria conimbricensis subsp. viridis, el timonet de roca (Thymus willkommii), etc.
Altres espècies vegetals destaquen per trobar en el massís el límit de la seva àrea de distribució o bé per formar poblacions aïllades biogeogràficament, com Dryopteris submontana, Phyllitis sagittata, Gymnocarpium robertianum, l'aranyoner prostrat (Prunus prostrata), la gatera tuberosa (Nepeta tuberosa), l'orella d'os (Ramonda myconi), Berberis vulgaris subsp. seroi, Atropa baetica, etc.
Especial interès tenen les fagedes d'aquestes muntanyes, que són les més meridionals de la península Ibèrica, i s'han protegit de manera especial mitjançant la Reserva Natural Parcial de les Fagedes dels Ports.

## Fauna[2]
La gran diversitat d'ambients que ofereix aquest massís permet l'establiment d'una fauna d'elevat interès no només per l'abundància i la varietat d'espècies sinó també per acollir alguns animals endèmics o molt rars per a la fauna catalana.

### Mamífers

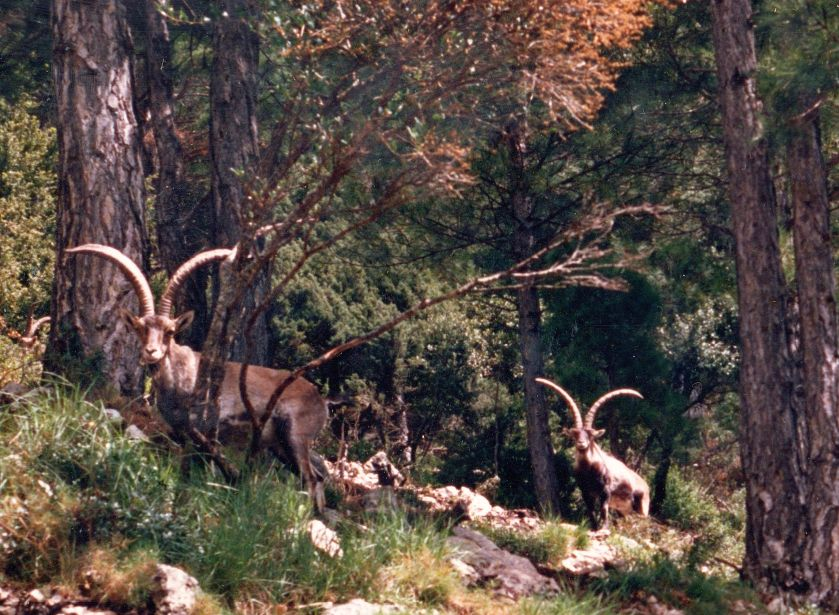
Mascles adults de Capra pyrenaica subsp. hispanica. Ports de Beseit.

Un dels elements més distintius del Parc és la cabra salvatge (Capra pyrenaica subsp. hispanica), espècie endèmica de la península Ibèrica, que als Ports està regulada cinegèticament per la Reserva Nacional de Caça dels Ports de Beseit.
Al desembre de 2014 es detecta un brot de sarna que amenaça la població de cabra salvatge als Ports. L'àrea afectada se situa als municipis d'Horta de Sant Joan, Bot, Prat de Comte i Gandesa.
Entre els mamífers més destacats hi ha la llúdriga (Lutra lutra), el gat fer (Felis silvestris) i el grup dels ratpenats, que amb unes 20 espècies constitueix una de les comunitats més riques de la península Ibèrica.

### Ocells
Molts ocells troben en els Ports les condicions d'hàbitat o de refugi idònies per viure i per nidificar. Hi destaquen els grans rapinyaires sedentaris, com el voltor comú (Gyps fulvus), l'àliga daurada (Aquila chrysaetos), l'àliga perdiguera (Aquila fasciata), l'astor (Accipiter gentilis), el falcó pelegrí (Falco peregrinus), el duc (Bubo bubo), etc., i nidificants estivals, com l'àliga marcenca (Circaetus gallicus), l'àliga calçada (Hieraaetus pennatus), l'aufrany (Neophron percnopterus), etc. També cal esmentar altres espècies interessants com el còlit negre (Oenanthe leucura), la llucareta (Serinus citrinella) o la tallareta cuallarga (Sylvia undata).

### Rèptils
Els rèptils tenen una important representació als Ports, ja que hi podem trobar més del 50% de les espècies presents a Catalunya. La tortuga de rierol (Mauremys leprosa), el dragó rosat (Hemidactylus turcicus), el lludrió ibèric (Chalcides bedriagai), la serp de ferradura (Coluber hippocrepis), la serp llisa septentrional (Coronella austriaca) i l'escurçó ibèric (Vipera latastei) són exponents rellevants de la població de rèptils.

### Amfibis

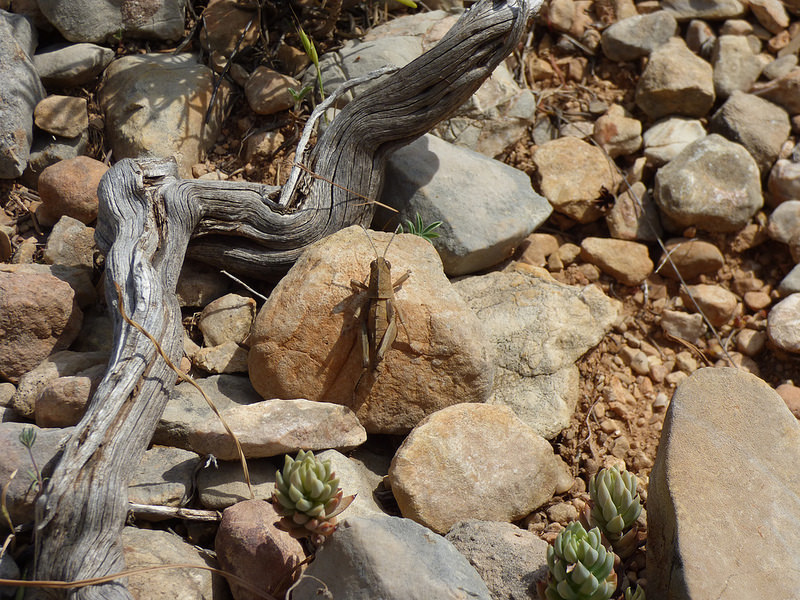
Llagost pedra (Kurtharzia nugatoria) al Parc Natural dels Ports

Als Ports estan citats més del 50% de les espècies d'amfibis presents a Catalunya. S'hi poden veure espècies com l'ofegabous (Pleurodeles waltl), el tritó verd (Triturus marmoratus) o la granoteta de puntets (Pelodytes punctatus). La seva presència als Ports és molt important, ja que indica l'existència de llocs humits i punts d'aigua suficients per al seu manteniment, un fet sempre destacable enmig d'un clima i d'un paisatge essencialment mediterranis.

### Altres
En els rius, destaquen les poblacions d'espècies com la madrilla (Parachondrostoma miegii), la madrilleta roja (Achondrostoma arcasii), el cranc de riu (Austrapotamobius pallipes) o la libèl·lula (Macromia splendens). Entre els invertebrats terrestres, hi ha espècies endèmiques de mol·luscs, aràcnids i coleòpters que figuren a la llista d'espècies protegides pel Pla d'espais d'interès natural de Catalunya i altres espècies interessants com el llagost pedra (Kurtharzia nugatoria) i la graèlsia (Graellsia isabellae).

## Llocs per visitar
El Parc Natural dels Ports recomana la visita de 10 llocs que destaquen pel seu paisatge o pel seu interès natural o cultural, garantint la conservació de l'espai i les facilitats per al visitant, com àrees de lleure condicionades i itineraris senyalitzats.
1. La vall de la Jepa i la Fontcalda
2. El Molí
3. Santa Madrona
4. La Franqueta i els Estrets
5. La Font Nova i la moleta d'Alfara
6. La vall de Paüls i Sant Roc
7. Sant Julià a la vall del Toscar
8. Cova Avellanes i Caro
9. Barranc de la Vall i racó dels Capellans
10. Barranc de la Fou